# Carpodacus formosanus
El camachuelo de Formosa o camachuelo taiwanés (Carpodacus formosanus) es una especie de ave paseriforme de la familia Fringillidae endémica de la isla de Taiwán. Anteriormente se consideraba una subespecie del camachuelo vinoso (Carpodacus vinaceus), pero en la actualidad se clasifican como especies separadas.

## Taxonomía
Anteriormente se clasificaba como una subespecie del camachuelo vinoso (Carpodacus vinaceus), pero se separaron a causa de los estudios genéticos, y en la actualidad se consideran especies separadas.

## Distribución y hábitat
Se encuentra únicamente en los bosques tropicales y subtropicales de las montañas de la isla de Taiwán.